# Sự sụp đổ của Maximilien Robespierre
Maximilien Robespierre đã bị bắt giữ và bị tử hình cùng 21 người bạn theo chủ nghĩa của mình, sau một loạt các sự việc bao gồm phản đối phát biểu của ông vào ngày 26/7/1794; đảo chính,bắt giữ ông cùng đồng đội (27-28/7) và chém ông và tất cả đồng đội ngay sau đó. Vụ việc đã mở ra Công ước tháng Nóng và kết thúc sự nắm quyền của Jacobins.

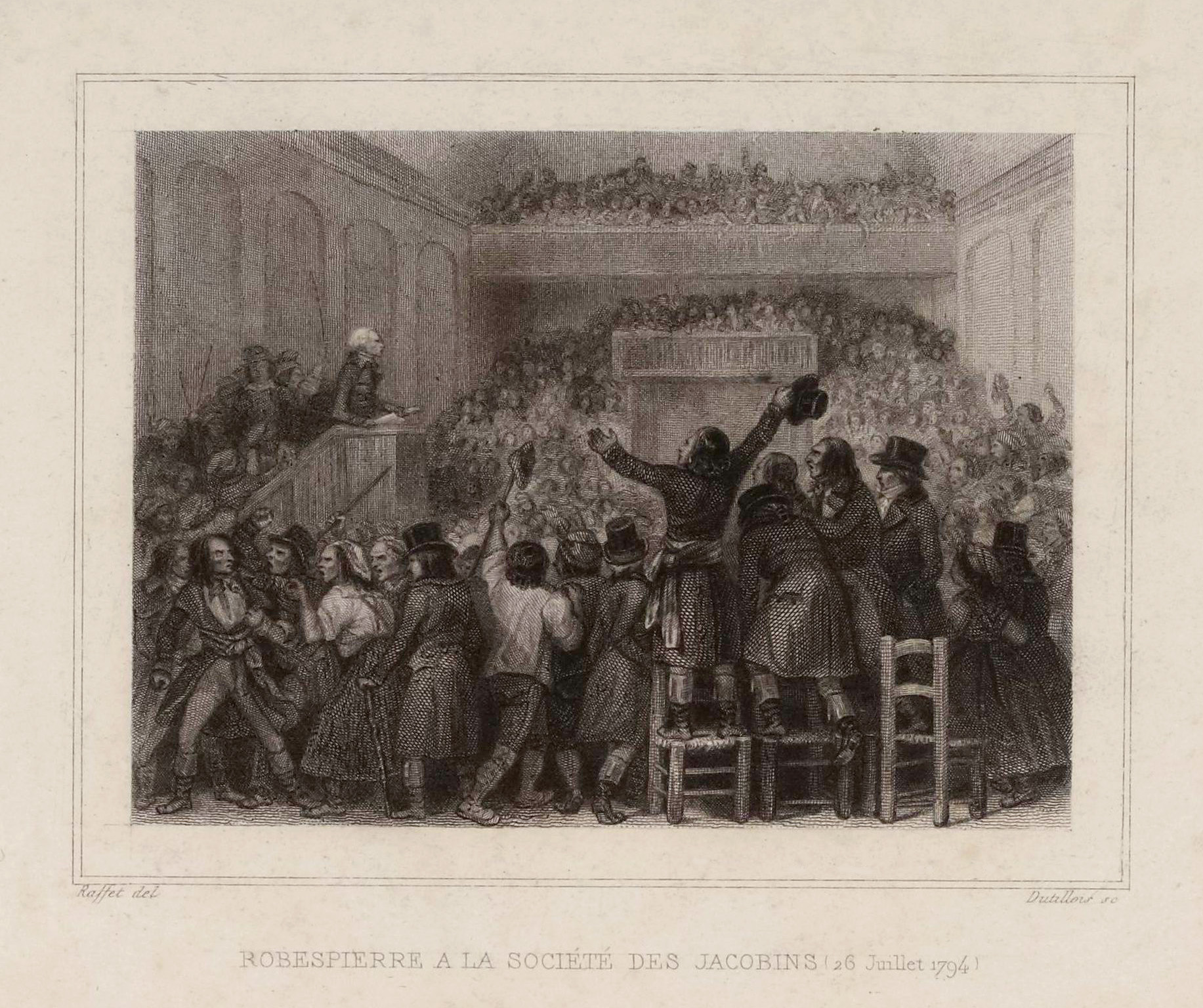
Robespierre phát biểu tối ngày 26/7.
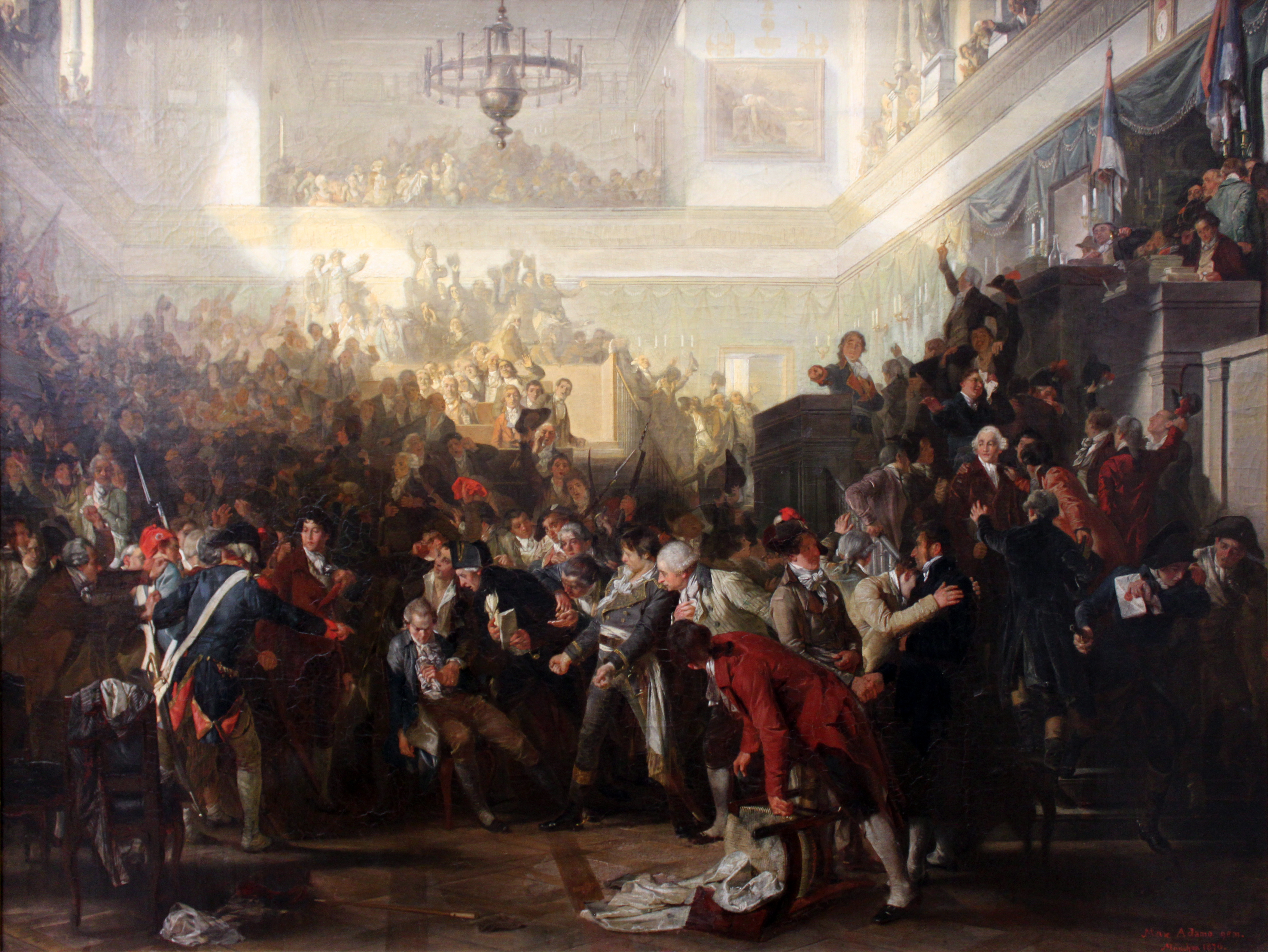
Lật đổ Robespierre vào ngày 27/7 trước Quốc ước.
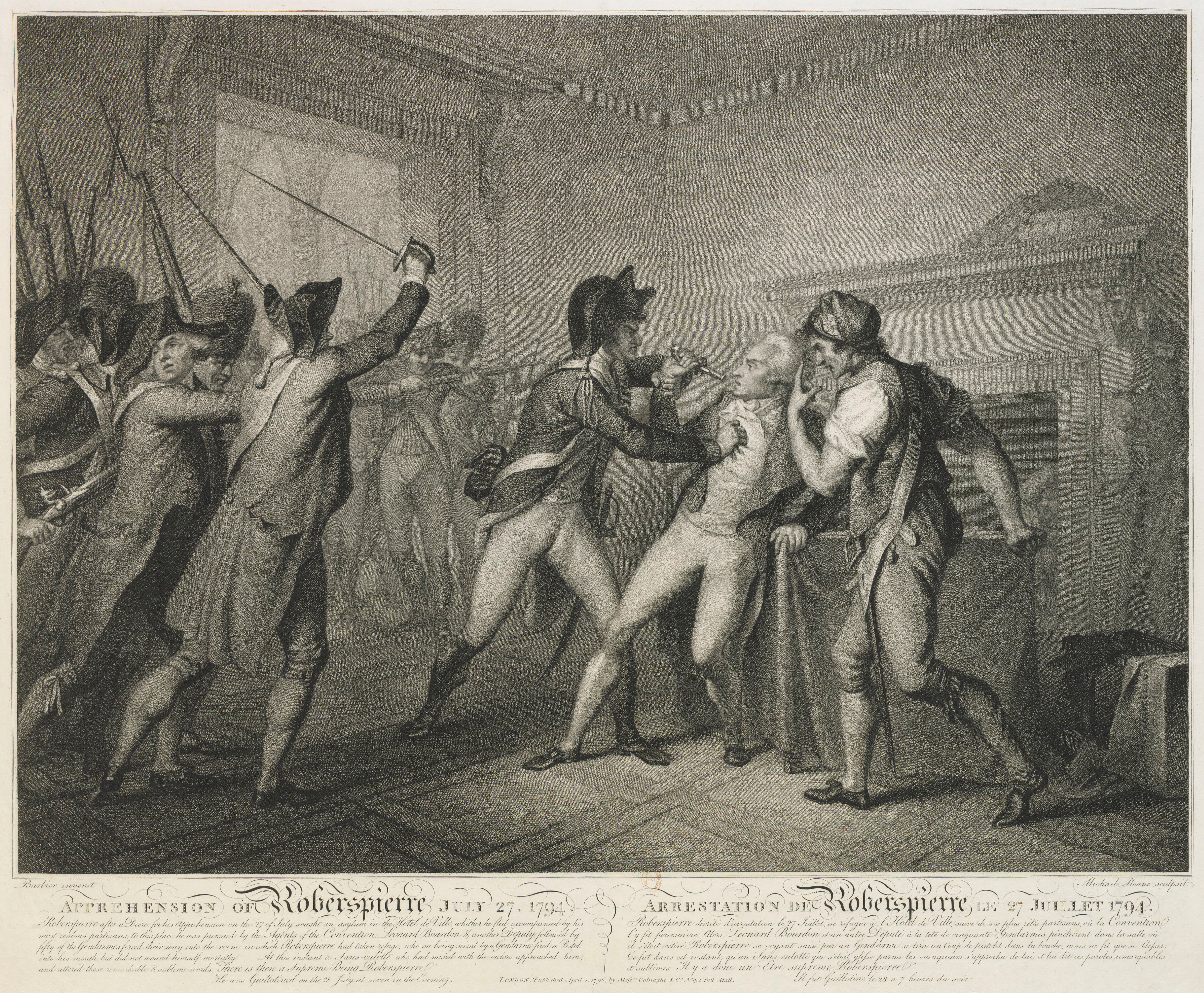
Robespierre ám sát bất thành.
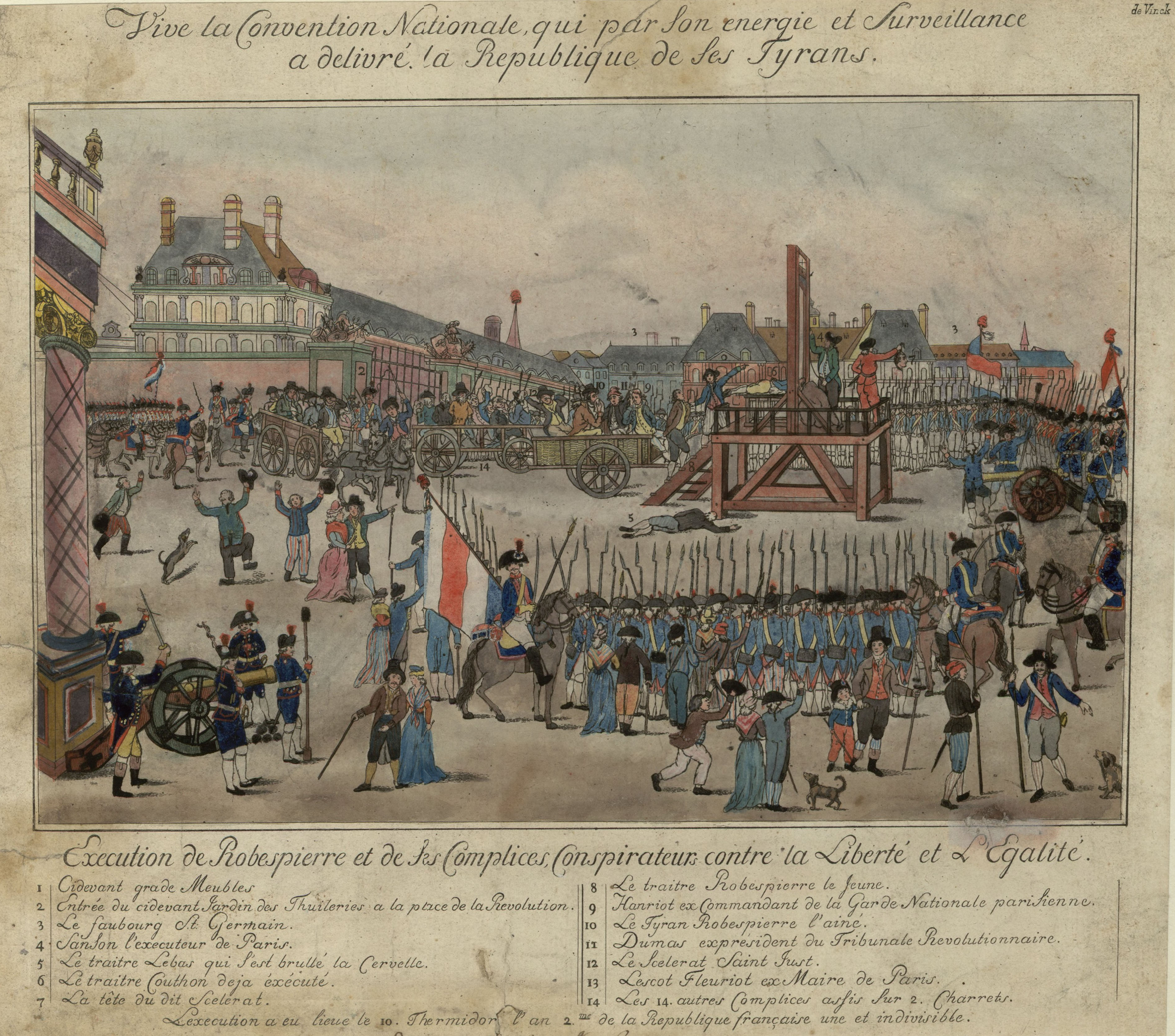
Couthon nằm trên máy chém, phụ tá của đao phủ Sanson giơ đầu. Robespierre đang bị dẫn lên để chém.